# Парламентские выборы в ФРГ (1957)
Выборы в Бундестаг 1957 года — выборы в III созыв Бундестага ФРГ, состоявшееся 15 сентября 1957 года, на которых союз ХДС/ХСС получил абсолютное большинство мандатов, в результате чего Конрад Аденауэр был переизбран в качестве канцлера 22 октября 1957 года. 
Также, выбор отличились возможность голосовать по почте, чем воспользовалось 5% населения, обладающим правом голоса.
Явка составила 87.8%.

## Предвыборная кампания
Избирательная кампания была крайне напряжённой и сопровождалась выпадами в обе стороны крупнейших партий. Так, федеральный канцлер Конрад Аденауэр заявлял на партийном съезде ХДС в июле 1957 года, что победа СДПГ будет означать конец Германии. СДПГ же, присоединившись к борьбе с разработкой ядерного оружия ФРГ, утверждала о существовании клерикально-фашистской угрозы со стороны милитаристско-национально настроенных политиков в рядах ХДС/ХСС. Несмотря на всё это, многие избиратели не видели весомых причин для смены правительства, вне зависимости от обоснованности обвинений со стороны СДПГ. Так, Конрад Аденауэр получил дополнительную популярность несмотря на все нападки благодаря присоединение Саара 1 января 1957 года — значимый дипломатический успех, которые в глазах избирателей показывал несостоятельность критики внешней политики Аденауэра со стороны СДПГ. Ещё большую популярность получила пенсионная реформа 1957 года, инициированная Аденауэром.
Выборы 1957 года стали самой крупной и значимой победой для Союза ХДС/ХСС: партийный альянс в первый и последний раз за историю ФРГ получило абсолютное большинство мандатов и в том числе голосов на федеральных выборах.
Председатель ХДС, а также по совместительству действующий Федеральный Канцлер Конрад Аденауэр в третий раз баллотировался в качестве кандидата в канцлеры Германии от ХДС/ХСС, используя предвыборный лозунг: «Без экспериментов». Со стороны же СДПГ во второй раз баллотировался Эрих Олленхауэр. Несмотря на рост числа мандатов и процента проголосовавших избирателей, СДПГ не удалось сформировать коалицию, из-за чего та вновь осталась в оппозиции. 
Немецкая Партия получила 3.4% на выборах. По большей степени, причиной стал отказ ХДС включения своих прямых кандидатов в некоторых округах, используя процедуру совмещения, что дало НП шесть прямых мандатов. В соответствии с Основным положением о мандате, депутаты прошли в Бундестаг, несмотря на то, что партия не преодолела пятипроцентный барьер. С другой стороны, Баварская партия и Центристская партия не смогли преодолеть пятипроцентный барьер, несмотря на объединение в единый союз с Германо-Ганновкерской партией. Не помог и отказ СДПГ от введения прямых кандидатов в четырёх округах.
Ещё одной особенностью выборов стал тот факт, что КПГ, ввиду её запрета в августе 1956 года, не баллотировалась на выборы.
Также, в первый и пока единственный раз две союзные партии соревновались друг с другом в одной федеральной земле: в Сааре, которая присоединилась к Федеративной Республике Германии 1 января 1957 года. Так, Христианская народная партия Саара (CVP) присоединилась к ХСС и зарегистрирована под именем CSU/CVP, выступая на выборах против ХДС Саарского Протектората (CDU Saar).

## Результаты выборов
| Партия                                                                                             | Лидер           | Голосов    | %     | Мест                      | Δ    |
| -------------------------------------------------------------------------------------------------- | --------------- | ---------- | ----- | ------------------------- | ---- |
| ХДС (CDU)                                                                                          | Конрад Аденауэр | 11 875 339 | 39,7% | 215 (в т.ч 147 в округах) | ▲ 24 |
| СДПГ (SPD)                                                                                         | Эрих Олленхауэр | 9 495 571  | 31,8% | 169 (в т.ч 46 в округах)  | ▲ 18 |
| ХСС (CSU)                                                                                          |                 | 3 133 060  | 10,5% | 55 (в т.ч 47 в округах)   | ▲ 3  |
| СвДП (FDP)                                                                                         |                 | 2 307 135  | 7,7%  | 41 (в т.ч 1 в округе)     | ▼ 7  |
| Общегерманский блок / Конфедерация перемещенных лиц и лишенных гражданских прав на родине (GB/BHE) |                 | 1 374 066  | 4,6%  | 0                         | ▼ 27 |
| Немецкая партия (DP)                                                                               |                 | 1 007 282  | 3,4%  | 17 (в т.ч 6 в округах)    | ▲ 2  |
| Немецкая имперская партия (DRP)                                                                    |                 | 308 564    | 1 %   | 0                         |      |
| Союз федералистов (FU)                                                                             |                 | 254 322    | 0,9 % | 0                         | ▼ 3  |
| Союз немцев: Партия единства, мира и свободы (BdD)                                                 |                 | 58 725     | 0,2 % | 0                         |      |
| Немецкий средний класс (Mittelstand)                                                               |                 | 36 592     | 0,1 % | 0                         |      |
| Союз южношлезвигских избирателей (SSW)                                                             |                 | 32 262     | 0,1 % | 0                         |      |
| Немецкое сообщество (DG)                                                                           |                 | 17 490     | 0,1 % | 0                         |      |
| Союз Отечества (VU)                                                                                |                 | 5 020      | 0 %   | 0                         |      |
| Партия хороших немцев (PdgD)                                                                       |                 | 326        | 0 %   | 0                         |      |
| Группы избирателей / Индивидуальные кандидаты                                                      |                 | 845        | 0 %   | 0                         |      |

Непрямым голосованием в Западном Берлине было выбрано 7 депутатов от ХДС, 12 от СДПГ, 2 от СвДП и 1 от других партий.

## После выборов
Конрад Аденауэр привел коалицию ХДС/ХСС к убедительной победе. ХДС/ХСС получил абсолютное большинство — на сегодняшний день это единственный случай, когда немецкая партия получила в правительстве абсолютное большинство на свободных выборах (ХДС и ХСС входят в Бундестаг как единый блок), хоть и сформировав коалицию с НП. С отставкой двух министров НП 1 июля 1960 г. и их вступлением в ХДС 20 сентября 1960 г. коалиция фактически распалась.
СДПГ и СвДП сформировали единую оппозицию. Эрих Олленхауэр оставался председателем партии и группы СДПГ, но отказался от участия на федеральных выборах в 1961 году от кандидатуры канцлера.